# Мелкарт
Мелка́рт, срещан също и като Мелике́рт (от на гръцки: Μελικέρτης, елинизирано финикийско Milk-Qart, „цар на града“) е във финикийската митология – бог-покровител на мореплаването и на финикийския град Тир и свързаното с него Тирско царство. Почитан е в там, в град Гадес, а също и на остров Тасос. Вероятно от неговия град-майка (метрополията му) е заимстван и в африканския Картаген и съответно почитан в териториите му.
Отъждествяван е от древните гърци с Херакъл, както и с Хелиос. Счита се и че „тирският Херакъл“ е пренесен и в Испания. В двуезичните надписи в Малта името Мелкарт е преведено като Херакъл-архегет. В западносемитската религиозна традиция и митология се счита за син на Демарунт (отъждествяван със Зевс) и на богинята Астарта. В митологията за него се твърди, че е бил убит от бог Мот (Тифон), но е бил възкресен от Ешмун, което го доближава до образите на Адонис и Озирис. Понякога е изобразяван яздещ хипокампус. Приписвани са му подвизи сходни с тези на Херакъл и на Гилгамеш.
Съгласно Менандер Ефески, неговият храм е издигнат от цар Хирам. Херодот упоменава при своето посещение тирския храм на Мелкарт, наричайки го Храмът на Херакъл Тирски. Финикийците също така наричат колонията си Гибралтар по този начин, откъдето вероятно произлиза и древногръцкото наименование на протока – Херкулесови стълбове. Има и легенда, че неговата статуя е пренесена с кораб от Тир в йонийския град Ерифра/Еритирея.